# Accidentul din tunelul rutier Sierre (2012)
În accidentul din tunelul Sierre (13 martie 2012), un autobus belgian a izbit frontal un zid într-o stație de necesitate (serviciu), provocând moartea a 28 de călători, din care 22 de copii în vârstă de 12 ani. Alte 24 de persoane au fost rănite, din care 3 foarte grav. Tunelul Sierre, din Elveția se află pe autostrada A9. Copii belgieni se aflau pe drum de reîntoarcere din o tabără de schi elvețiană. Este ca gravitate al doilea accident rutier din istoria Elveției.  